# フランシス・イングラム＝シーモア＝コンウェイ (第2代ハートフォード侯爵)

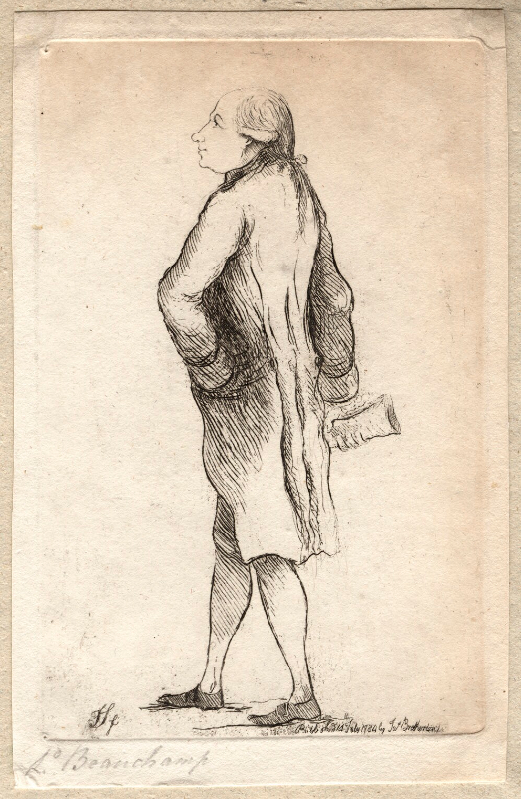
1784年の肖像、ジェームズ・セイヤーズ画。

第2代ハートフォード侯爵フランシス・イングラム＝シーモア＝コンウェイ（英語: Francis Ingram-Seymour-Conway, 2nd Marquess of Hertford KG PC PC (Ire)、出生名フランシス・シーモア＝コンウェイ（Francis Seymour-Conway）、1743年2月12日 – 1822年6月17日）は、イギリスの貴族、政治家。1750年から1793年までビーチャム子爵の儀礼称号を、1793年から1794年までヤーマス伯爵の儀礼称号を使用した。

## 生涯

### 生い立ち
初代ハートフォード侯爵フランシス・シーモア＝コンウェイと妻イザベラ（1726年 – 1782年、第2代グラフトン公爵チャールズ・フィッツロイの娘）の長男として、1743年2月12日にロンドンで生まれ、3月12日にセント・ジョージ・ハノーヴァー・スクエアで洗礼を受けた。弟のうちヘンリー、ロバート、ヒュー、ウィリアム、ジョージの5人が後にグレートブリテン庶民院議員を務めた。
1754年から1759年までイートン・カレッジで教育を受けた後、1760年2月2日にオックスフォード大学クライスト・チャーチに入学、1762年6月15日にM.A.の学位を修得した。その後、1764年から1765年まで家庭教師で好古家のウォルター・ボウマンとともにグランドツアーに出た。

### アイルランド担当大臣
シーモア＝コンウェイ家がアントリム県に広大な領地を所有したため、1761年から1768年までリズバーン選挙区の、1768年から1776年までアントリム県選挙区の代表としてアイルランド庶民院議員を務めた。1765年8月7日に父がアイルランド総督に任命されると、父の強い後押しを受けて同日にアイルランド担当大臣に就任、10月18日にアイルランド枢密院の枢密顧問官に任命された。初代チャールモント伯爵ジェームズ・コールフィールドはビーチャム子爵を「あの冷血貴族」（that cold hearted nobleman）と呼び、忌み嫌ったという。1766年4月に父がイングランドに戻るとビーチャム子爵もアイルランド担当大臣を実質的に辞任、代償として同年9月にダブリン城守（Constable of Dublin Castle）という閑職に任命され、1822年に死去するまで務めた。

### 庶民院議員
1766年4月、第3代エッジカム男爵ジョージ・エッジカムの支持を受けてロストウィシエル選挙区の補欠選挙に出馬、グレートブリテン庶民院議員に当選した。エッジカム男爵はビーチャム子爵の叔父ヘンリー・シーモア・コンウェイの要請を受けてビーチャム子爵を当選させており、ビーチャム子爵もチャタム伯爵内閣期（1766年 – 1768年）における採決で叔父と同じ立場をとり、グラフトン公爵内閣期（1768年 – 1770年）でも叔父と同じく茶法の廃止に賛成した。
1768年イギリス総選挙でオーフォード選挙区から出馬して、当選を果たした。オーフォード選挙区は第一次ニューカッスル公爵内閣期（1754年 – 1756年）より大蔵省が2議席ともに掌握していたが、ビーチャム子爵の父が周辺の領地を購入した上、1766年にチャタム伯爵内閣が発足したことも追い風になり、国王ジョージ3世はオーフォード選挙区をビーチャム子爵の父に譲ることに同意した。以降オーフォード選挙区はシーモア＝コンウェイ家の懐中選挙区になり、1832年の第1回選挙法改正で廃止されるまでシーモア＝コンウェイ家の指名する候補が当選した。これにより、ビーチャム子爵は1774年、1780年、1784年、1790年の総選挙で再選した。
1774年3月1日に下級大蔵卿（Lord of Treasury）に任命され、以降アメリカ独立戦争期を通して政府（ノース内閣）を支持、1774年4月には茶法廃止への反対演説をした。1778年に戦時大臣就任を望み、失敗に終わったが、1780年2月1日に下級大蔵卿から王室金庫役に転じ、翌日にグレートブリテン枢密院の枢密顧問官に任命された。また、アイルランドに滞在することは少なかったものの、アイルランド政策への関心はあり、1778年5月にカトリック解放を強く支持していることを表明したほか、アイルランドの独立立法権を支持するパンフレット（A letter to the first company of Belfast Volunteers、1782年）を出版した。一方、アメリカ独立戦争に関する演説は少なかった。
1782年にノース内閣が崩壊した後もノース派の一員のままであり、1783年2月にシェルバーン伯爵内閣のアメリカ独立戦争予備講和条約への反対票を投じ、同年11月にチャールズ・ジェームズ・フォックスが提出した東インド法案に賛成票を投じた。1788年以降は議会活動が低調になった。1790年にはポートランド公爵派ホイッグ党の会合に参加するようになり、1791年4月にイングランドにおけるカトリック解放法案を支持した。しかし、1793年外国人法をめぐっては第1次小ピット内閣を支持した。
フランス革命戦争が勃発すると、1793年5月に非公式代表として大陸ヨーロッパに向かうことを申し出て、プロイセン王フリードリヒ・ヴィルヘルム2世のもとに派遣された。同年末までドイツに滞在した後に帰国し、在プロイセンイギリス大使への就任を求めたが、失敗に終わった。

### 爵位継承以降
1794年6月14日に父が死去すると、ハートフォード侯爵位を継承した。同時に年収7万ポンドに上る領地も継承し、1797年にはロンドンのマンチェスター・ハウス（Manchester House、後のハートフォード・ハウス、現代のウォレス・コレクション）の賃貸権を取得して自邸として使用した。以降は庶民院から貴族院に移籍したが、政治に関する弁論に参加することはなくなった。1800年合同法（グレートブリテン王国とアイルランド王国の合同）には賛成したとされる。
1804年に第2次小ピット内閣が成立すると、同年7月11日に主馬頭に任命された。1806年の政権交代（挙国人材内閣の成立）により主馬頭を退任したが、その代償として1807年7月18日にガーター勲章を授与された。ガーター勲章の授与はハートフォード侯爵夫人と親しい間柄になった摂政王太子ジョージの影響力によるとされた。同年12月18日に国王ジョージ3世の認可状を得て、妻とともに妻の旧姓「イングラム」を姓に加えた。リヴァプール伯爵内閣では同じく妻の影響力により1812年3月7日から1821年7月18日まで宮内長官を務め、退任したときには公爵への昇叙を期待したが、首相リヴァプール伯爵の反対により実現しなかった。
1802年から1822年に死去するまでアントリム県首席治安判事を務めた。1816年7月19日から1822年に死去するまでウォリックシャー統監を務めた。1822年2月19日にサフォーク海軍次官に任命され、同年に死去するまで務めた。
1822年6月17日に自邸ハートフォード・ハウスで死去、28日にウォリックシャーのラグリーで埋葬された。息子フランシス・チャールズが爵位を継承した。

## 家族
1768年2月4日、アリス・エリザベス・ウィンザー（1749年5月10日 – 1772年2月11日、第2代ウィンザー子爵ハーバート・ウィンザーの娘）と結婚、1女をもうけた。

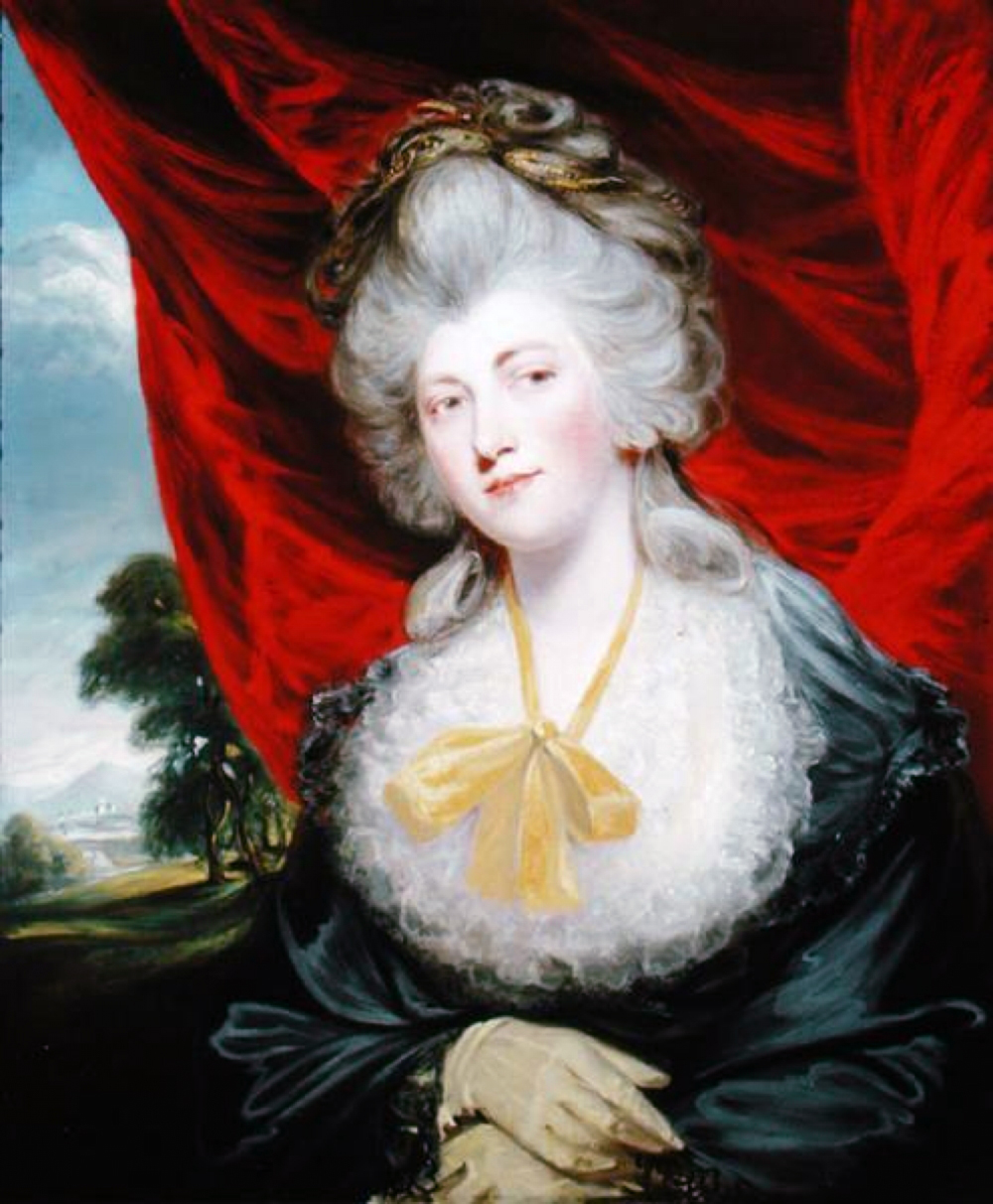
ハートフォード侯爵夫人イザベラ・アン。ジョン・ホプナー画、1800年ごろ。

1776年5月20日、イザベラ・アン・イングラム（1760年 – 1834年4月12日、第9代アーバイン子爵チャールズ・イングラムの娘）と再婚、1男をもうけた。
- フランシス・チャールズ（1777年3月11日 – 1842年3月1日） - 第3代ハートフォード侯爵[1]